# 데프 콘

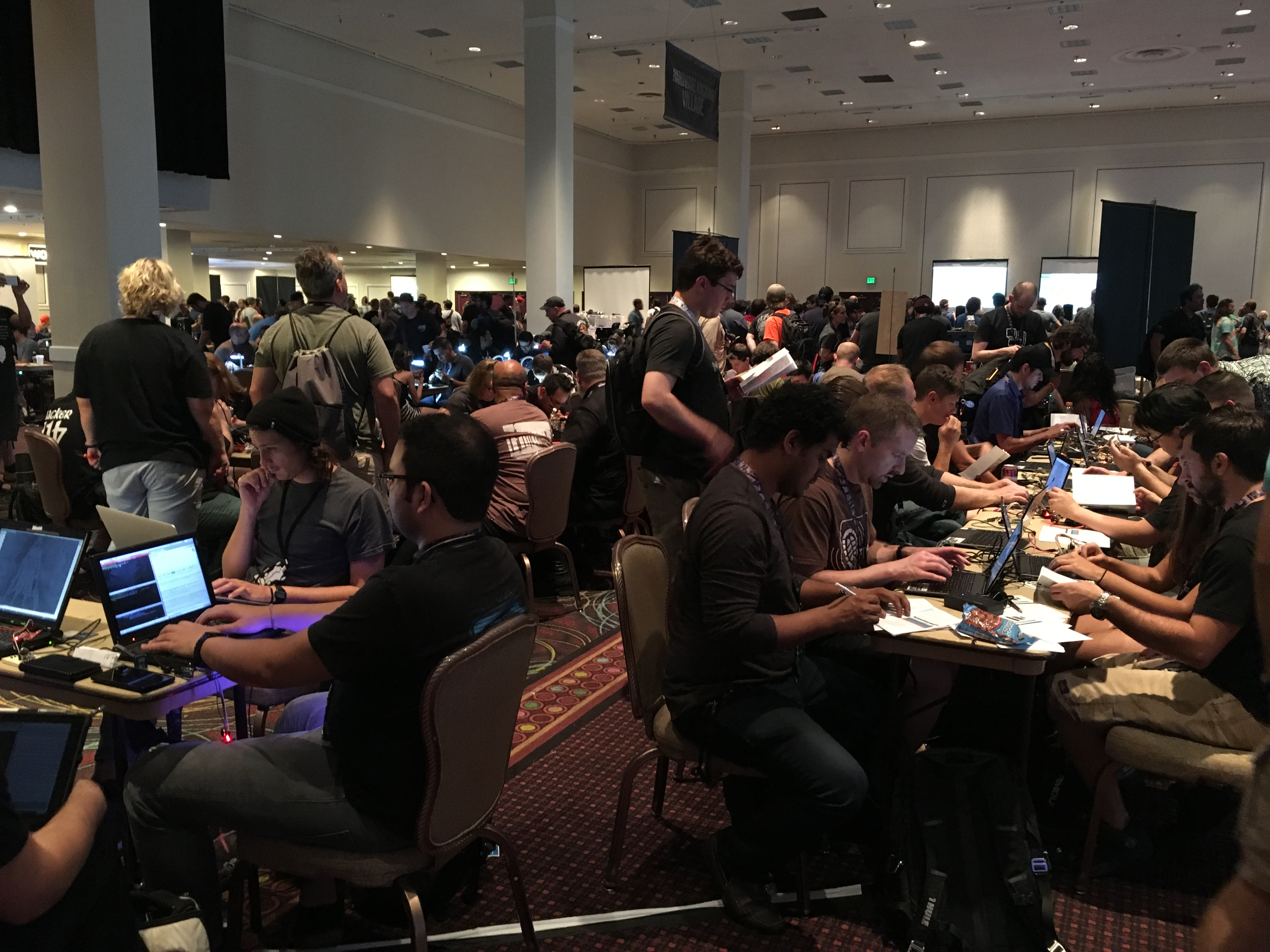

데프 콘(DEF CON)은 세계 최대의 컴퓨터 보안 컨퍼런스이자 해킹 대회이다. 매년 미국 라스베이거스에서 개최되는 이 대회에는 전 세계의 해커들과 보안전문가들이 모여 세계 최고의 해커의 자리에 도전한다. 대회 방식은 CTF(Capture The Flag)방식을 채택하고 있다.

## 국가별 수상 목록
다음은 역대 데프콘 수상 실적을 나열한 것이다.

### 대한민국

#### 2006년
이승진, 이병영, 최상명, 하동주, 반젤리스 등 해커 5명이 주축이 되어 'TheEastSea'라는 이름의 팀명으로 아시아 최초로 데프콘 본선에 참가하였다. 6위를 차지하였다.

#### 2007년
김경곤, 박영호, 박종섭, 박종현, 박찬암, 반젤리스, 이강석, 이용일, 이재서, 조국현, 조주봉, 최상명, 태인규, 하동주, 홍순열 등 총 해커 15명이 주축이 되어 'Song of Freedom'이라는 이름의 팀명으로 데프콘에 참가하였다. 6위를 차지하였다.

#### 2008년
대한민국의 해커그룹 와우해커, 널루트 등이 주축이 되어 'Taekwon-V' 와 'WOWHACKER' 의 두 개 팀이 데프콘에 참가하였다. 여기서 'Taekwon-V' 팀이 4위, 'WOWHACKER' 팀이 8위를 차지하는 성과를 올렸다.

#### 2009년
대한민국의 해커그룹 와우해커가 'WOWHACKER' 팀으로 참가하였으며 Song of freedom과 포스텍 PLUS 팀등 총 세 개 팀이 데프콘 본선에 참가하였다. 이 대회에서 포스텍 PLUS 팀은 3위를 차지했다.

#### 2010년
KAIST GoN과 포스텍 PLUS 팀이 함께 'KAIST&POSTECH' 팀으로 3위를 차지하였다.

#### 2012년
대한민국의 해커그룹 와우해커와 포스텍 PLUS 팀과 함께 'WOWHACKER-PLUS' 팀으로 본선 진출 참가를 하였다.

#### 2013년
라온시큐어 보안기술연구팀의 'raon_ASR' 와 'Alternatives' 그리고 대한민국의 해커그룹 와우해커 팀을 주축으로 BIOS팀과 함께 'WOWHacker_BI0S' 이름으로 총 세 팀이 데프콘에 참가하였다. 여기서 'raon_ASR' 팀이 3위, 'Alternatives' 팀이 8위를 차지하는 성과를 올렸다.

#### 2014년
라온시큐어 보안기술연구팀의 'raon_ASRT', KAIST의 'KAIST GoN', 'CodeRed', 'HackingForChiMac', 대한민국의 해커그룹 와우해커팀과 에스이웍스팀 연합의 '[SEWorks] 펜타곤' 팀이 데프콘에 참가하였다. 'raon_ASRT'팀이 7위, KAIST GoN 팀이 10위를 차지하였다.

#### 2015년
라온시큐어 보안기술연구팀과 고려대 정보보호 동아리(Cykor) 소속 학생, 조지아 공과대학교 박사과정 학생으로 구성된 'DEFKOR'팀이 데프콘에 참가하여 국내 최초로 우승하였다. 대회 기간 동안 계속 1위를 유지했다.

## 같이 보기
- KISA 해킹방어대회
- 코드게이트